# エフエム御殿場
株式会社エフエム御殿場（えふえむごてんば）は、静岡県御殿場市及び駿東郡小山町の各一部地域を放送区域として超短波放送（FM放送）をする特定地上基幹放送事業者である。
富士山GOGOエフエムの愛称でコミュニティ放送をしている。

## 概要
2014年（平成26年）開局。愛称の「富士山GOGO（ゴーゴー）エフエム」は、御殿場市と小山町のイニシャルのGとO、そして GO（=前進）という意味で一般公募で決められた。
本社とスタジオ（演奏所）は川島田の森の腰ショッピングセンター 「エピ・スクエア」内にある。
送信所
| 送信所                                                       | 空中線電力 | 設置場所     |
| ------------------------------------------------------------ | ---------- | ------------ |
| 親局                                                         | 20W        | 御殿場市深沢 |
| 富士岡中継局                                                 | 2W         | 御殿場市大坂 |
| - 親局のコールサインは、JOZZ6BF-FM - 周波数は、すべて86.3MHz |            |              |

インターネット配信はJCBAインターネットサイマルラジオによる。
24時間放送で、自社制作番組以外は、ミュージックバードの番組を放送する。
富士スピードウェイで開催されるビッグレース時には、レース実況を生放送する。

## 沿革
- 2014年（平成26年）
  - 1月7日 - 株式会社エフエム御殿場創立総会[3]
  - 1月22日 - 株式会社エフエム御殿場設立[4]
  - 2月19日 - 特定地上基幹放送局の予備免許取得[5]
  - 2月22日 - 試験電波発射開始[6]
  - 3月20日 - 特定地上基幹放送局の免許取得[7]
  - 3月21日 - 開局
  - 4月17日 - 日本コミュニティ放送協会に加盟[8]
- 2015年（平成27年）
  - 7月3日 - 富士岡中継局の免許取得[7]

## 主な番組
2024年10月現在
- Tune-Up（月 - 金 7:00 - 9:00）

パーソナリティ：ラリーサ鈴木・南條亜紀子・芹澤ゆみか・福田千夏・Jam姉
- MONDAY×MONDAY（月 11:00 - 14:00）
- 夕焼けリオ・ブラボー（月 16:00 - 19:00）

パーソナリティ：高橋裕一郎・ラリーサ鈴木
- ハートロック三昧（月 20:30 - 21:00/（再）金 7:00 - 7:30）

パーソナリティ：Jam姉
- 御殿場西高校の夢ラジオ（火 7:00 - 7:30）

パーソナリティ：山本ひろみ
- ラジオ診察室（火 9:00 - 9:30）

パーソナリティ：ラリーサ鈴木
- モダンドリーム レトロチカ（火 11:00 - 14:00）

パーソナリティ：南條亜紀子
- スポーツFun! Fun!（火 16:00 - 19:00）

パーソナリティ：福田千夏、いけや賢二
- 4 tracks RADIO（火 20:30 - 21:00）

パーソナリティ：中川宜紀、中村博久
- リクエストパレード（水 11:00 - 14:00）

パーソナリティ：山本ひろみ
- joyful（水 16:00 - 19:00）

パーソナリティ：JUN
- ソルジェンティの花咲にいさん（水 21:00 - 22:00/再放送・日 11:00 - 12:00）

パーソナリティ：SORGENTI、Jam姉
- つねさんの玉手箱（木 11:00 - 14:00）

パーソナリティ：恒成京子
- おつかれ富士山（木 16:00 - 19:00）

パーソナリティ：高橋裕一郎、亀井留巳
- CROSS ROAD 863（木 20:30 - 21:00）

パーソナリティ：山本ひろみ、天野哲也
- Jamる金曜日（金 11:00 - 14:00）

パーソナリティ：Jam姉
- キネぽん（金 16:00 - 19:00）

パーソナリティ：渡邉智子、泉原航一
- 茅取物語（土 12:00 - 12:30）

パーソナリティ：ラリーサ鈴木
- ごてんばビュー（土 12:30 - 13:00）※提供：御殿場市
- 楽之介&宗亜の人生てんやわんや!?かも（土 17:00 - 18:00/再放送・土 5:50 - 6:50）

パーソナリティ：三遊亭楽之介、南條亜紀子
- ミュージックアラモード（土 20:30 - 21:00/再放送・土 7:00 - 7:30）

パーソナリティ：大城元気
- RadioList（月 - 日 19:00 - 20:30）